# Observatoire des prix, des marges et des revenus dans les outre-mer
L'Observatoire des prix, des marges et des revenus est créé en 2007 par décret. Sa mission est d'analyser le niveau et la structure des prix et des revenus dans la France d'outre mer et de fournir aux pouvoirs publics une information régulière sur leur évolution afin de les éclairer sur la conduite de la politique économique et de cohésion sociale. Neuf observatoires ont été créés : en Guadeloupe, en Guyane, en Martinique, à La Réunion, à Mayotte, à Saint-Pierre-et-Miquelon, à Wallis-et-Futuna, à Saint-Martin et à Saint-Barthélemy.

## Historique
Alors qu'à La Réunion, dès le début des années 1970, des agents de la fonction publique se mettent en grève pour exiger la création d’un observatoire afin de mesurer l’écart de prix entre La Réunion et la métropole, ce n'est qu'en 2000 qu'est crée un Observatoire des prix et des revenus (OPR) dans le cadre de loi d'orientation pour l'outre-mer, complétée par un tardif décret du 2 mai 2007. Cet observatoire est une commission consultative sous la présidence du préfet. Bien que son autonomie soit réduite et ses travaux sectoriels limités ses  travaux renforcent l'idée qu'il est nécessaire de lutter contre la vie chère. L'autonomie des observatoires est renforcée par le décret du 6 juillet 2010 qui substitue à la présidence par les préfets celle de magistrats des Chambres régionales des comptes. La loi du 20 novembre 2012 relative à la régulation économique outre-mer prévoit et organise la présence d'Observatoires dans les différents territoires : "En Guadeloupe, en Guyane, en Martinique, à La Réunion, à Mayotte, à Saint-Pierre-et-Miquelon et à Wallis-et-Futuna, un observatoire des prix, des marges et des revenus analyse le niveau et la structure des prix, des marges et des revenus et fournit aux pouvoirs publics une information régulière sur leur évolution". Un décret du 9 juillet 2013  fixe les modalités de désignation des membres des observatoires.

## Liste des observatoires
L'Observatoire de la Réunion a comme originalité de comprendre, depuis le 19 mars 2019, 50 citoyens qui ont été désignés à la suite d’un tirage au sort parmi les candidats volontaires.
Les observatoires en  Guadeloupe, en Guyane, à la Martinique, à Mayotte et à Saint-Pierre-et-Miquelon sont créés, en même temps que celui de La Réunion par le décret du 2 mai 2007.
Les observatoire de Wallis et Futuna, de Saint-Martin et Saint-Barthélemy sont créés par la loi du 14 octobre 2015 d'actualisation du droit des outre-mer. L'observatoire de Saint-Marin est effectivement installé le 17 juin 2019.

## Composition et missions

### Missions
Chaque observatoire est informé de toute mesure relative à la réglementation des marchés et à l'encadrement des prix qui concerne le territoire pour lequel il est compétent. Il peut émettre un avis afin d'éclairer les pouvoirs publics sur la conduite de la politique économique et de cohésion sociale menée dans la collectivité sur le territoire de laquelle il est établi. Les administrations de l’État et les établissements publics sont tenus de communiquer à chaque observatoire qui en fait la demande les éléments d'information et les études dont ils disposent et qui lui apparaissent nécessaires pour l'exercice de sa mission. Chaque observatoire rend un rapport annuel, qui peut être assorti d'avis et de propositions.
L'Observatoire de La Réunion intervient dans l'élaboration du Bouclier Qualité-Prix (BQP), liste de produits de consommation courante vendus à un prix réduit dans les supermarchés.

### Composition
La composition exacte est propre à chacun des observatoires mais, de façon constante, ils réunissent des représentants de l’Etat et de ses établissements publics locaux, dont l’INSEE et l’Institut d’émission des départements d’outre-mer (IEDOM), des élus locaux, des représentants des chambres consulaires et des organisations syndicales d'employeurs et de salariés, des personnalités qualifiées à raison de leur connaissance en matière de formation des prix et des revenus, des associations de consommateurs.
Le président de chaque observatoire est nommé, pour un mandat de cinq ans renouvelable, par arrêté du premier président de la Cour des comptes, parmi les membres du corps des magistrats des juridictions financières ou parmi les magistrats honoraires de ces corps.
Le secrétariat de chaque observatoire est assuré par les services de l'Etat présents dans la collectivité concernée.